# 司马懿
司馬懿（179年—251年9月7日），字仲達，河內郡溫縣（今河南省焦作市溫縣）人，三國時期曹魏太傅、政治家、軍事家，亦是日後西晉的奠基人。曾抵禦蜀漢丞相諸葛亮的北伐軍，堅守疆土。歷經曹操、曹丕、曹叡、曹芳四代君主，晚年發動高平陵之變，奪取曹魏的政權。為曹魏後期兩位權臣司馬師和司馬昭父親，晉朝開國皇帝晉武帝司馬炎祖父。
嘉平三年（251年），魏朝諡舞陽宣文侯；次子司馬昭稱晉王後，追尊諡為晉宣王；孫司馬炎稱帝後，追尊為高祖宣皇帝，故也稱晉高祖、晉宣帝。

## 生平

### 早年經歷
司馬懿家族數代為官，高祖父司馬鈞為漢安帝時的征西將軍，曾祖父司馬量為豫章太守，祖父司馬儁為潁川太守，父親司馬防為京兆尹。司馬防有八子，因兒子們的表字中都有一個“達”字，當時號稱司馬八達。司馬懿是司馬防的次子，出生于漢靈帝光和二年（179年）。司馬懿少年時期就胸懷謀略，當時正是東漢末年亂世，司馬懿「常慨然有憂天下心」。素以知人善任著稱的南陽太守楊俊曾見過少年司馬懿，他說司馬懿絕非尋常之子。尚書崔琰與司馬懿的兄長司馬朗交好，曾對司馬朗說：「你弟弟聰明懂事，做事果斷，英姿不凡，不是你所能比得上的。」
建安六年（201年），郡中推舉他為計掾。當時曹操正任司空，聽到他的名聲後，派人召他到府中任職。司馬懿見漢朝國運已微，不想在曹操手下，便藉口自己有關節炎「風痹」，身體不能起居。曹操不信，派人夜間去刺探消息，司馬懿躺在那裡，一動不動，像真染上風痹一般。
建安十三年（208年），曹操為丞相以後，使用強制手段辟司馬懿為文學掾。曹操對使者說：「司馬懿如果再猶豫，就收押。」司馬懿畏懼，只得就職。曹操命司馬懿為太子中庶子輔助曹丕，讓他與公子往來游處，歷任黃門侍郎、議郎、丞相東曹屬、丞相主簿等職。
《魏略》記載召辟過程有所不同。說是司馬懿好學，曹洪自以為才疏，想讓司馬懿去幫助他，司馬懿恥于和曹洪來往，藉口病到拄拐杖的地步無法去見曹洪。曹洪記恨司馬懿，去跟曹操打小報告，曹操徵召司馬懿，司馬懿立刻扔了拐杖去見曹操為其效命。
《晉書》記載曹操逐漸察覺司馬懿“有雄豪志”，又發現他有“狼顧之相”，心裡很忌諱。因此對曹丕說，司馬懿不是甘為臣下的人，必會干預我們的家族之事。但因曹丕和司馬懿關係很好，而得以無事。
司馬懿先後擔任黃門侍郎、議郎、丞相東曹屬和丞相主簿，並跟隨曹操征討張魯。司馬懿見劉備剛剛奪取益州，腳跟未穩，勸曹操接著攻打劉備，曹操不聽。曹操班師後司馬懿跟隨曹操參加第二次濡須口之戰。

## 軍事才略

### 進諫伐蜀
建安二十年（215年），曹操平定張魯勢力後，司馬懿和劉曄進諫認為：“劉備只是一時以奸詐手段奪取劉璋之地，蜀人人心未歸而又計劃爭奪江陵，此乃最適當時機趁勢進軍漢中，必定能使益州人心震動，繼而瓦解其勢力，萬勿錯失良機。”未料卻遭曹操反駁：“剛平定隴右便指望馬上伐蜀，是過於進取也。”及後大軍退還。有蜀投降者透露：“進軍漢中消息一出，劉備軍中便人心惶惶，雖斬之也無法安定。”此次錯失後，曹操要在兩年後才能發動漢中之戰，此時劉備軍心已得初定，最終被劉備奪取漢中。

### 聯孫抗劉

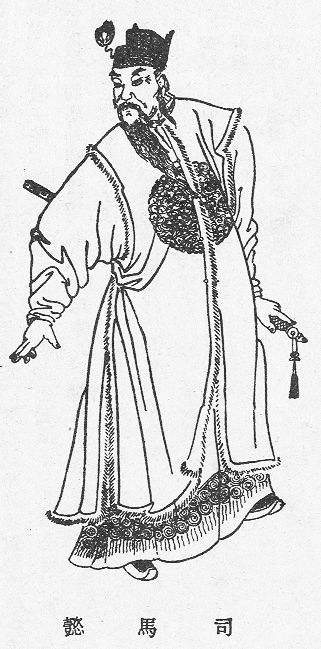
司馬懿

建安二十四年（219年），司馬懿任丞相軍司馬，指出荊州刺史胡修粗暴、南鄉太守傅方驕奢，都不應派任駐守邊防，曹操未予重視；七月，關羽攻荊襄，圍魏將曹仁，水淹于禁七軍；胡、傅二人果然乘機降劉。
因漢獻帝在許都，距樊城很近，曹操感到威脅，為避關羽鋒芒，一度準備遷都河北。蔣濟、司馬懿等人當時勸阻：“于禁是被洪水所淹，不是戰敗失守，所以國家大計並沒受損，現在遷都既示弱於敵，又使人心不安；劉備、孫權外親內疏，現在關羽得意，孫權必定更不高興，把這事告之孫權，坐山觀虎鬥，則樊城之圍自解”。曹操聽從他的計策，孫權果然派呂蒙襲取江陵，用假冒商船之計連破關羽設下的烽火臺，攻佔眾多城池，關羽只好回援，魏軍趁勢追殺，關羽損失大量兵馬，最終於麥城附近中東吳埋伏而敗亡。曹孫聯盟勝利，樊城之危解除。
徐晃擊退關羽後，曹操嫌惡荊州及附近百姓，想把他們都遷走。司馬懿認為：“荊楚輕脫，易動難安。關羽新破，諸為惡者藏竄觀望。今徙其善者，既傷其意，將令去者不敢復還。”曹操從之，沒有徙民。藏竄逃亡者果然都復出歸化。
曹丕繼魏王位後，封河津亭侯，轉丞相長史。當時孫權率兵向西，朝議以樊城、襄陽無穀，不可以禦，請召當時鎮襄陽的曹仁回宛。司馬懿說：“孫權新破關羽，這是想和魏結交的時候，必不敢為患。襄陽是水陸之沖，禦寇要害，不可棄。”不被聽從。於是曹仁焚棄樊城、襄陽，孫權果然沒有來犯，曹丕悔之。曹魏代漢後，以司馬懿為尚書。不久，轉督軍、御史中丞，封安國鄉侯。黃初二年（221年），遷侍中、尚書右僕射。

### 抵禦孫吳
黃初七年（226年），曹丕逝世。孫權得知後，於八月出兵攻魏。命吳左將軍諸葛瑾部兵分兩路進攻襄陽，親自率軍進攻江夏郡。孫權一路為魏軍所敗，撤兵而走。司馬懿擊敗諸葛瑾，並斬殺吳將張霸，斬首千餘級。十二月，升任驃騎將軍。

### 擒斬孟達
魏太和二年（227年），司馬懿率宛城之兵迅速平定孟達叛魏，再次展現出軍事才略。孟達原為蜀漢降將，曹丕命他守新城（今湖北房縣）。曹丕死後，孟達欲叛魏歸蜀。司馬懿偵知消息後，一方面寫信麻痹孟達，一方面遣軍進討，八日內行軍一千二百里。孟達給諸葛亮信中認為司馬氏率軍來討，至少需要一個月時間，所以當司馬懿提前二十餘日趕來時，完全打亂了他的叛亂計劃。司馬懿前後總共只用了十六日，即破上庸，斬殺孟達。

### 抵禦蜀漢

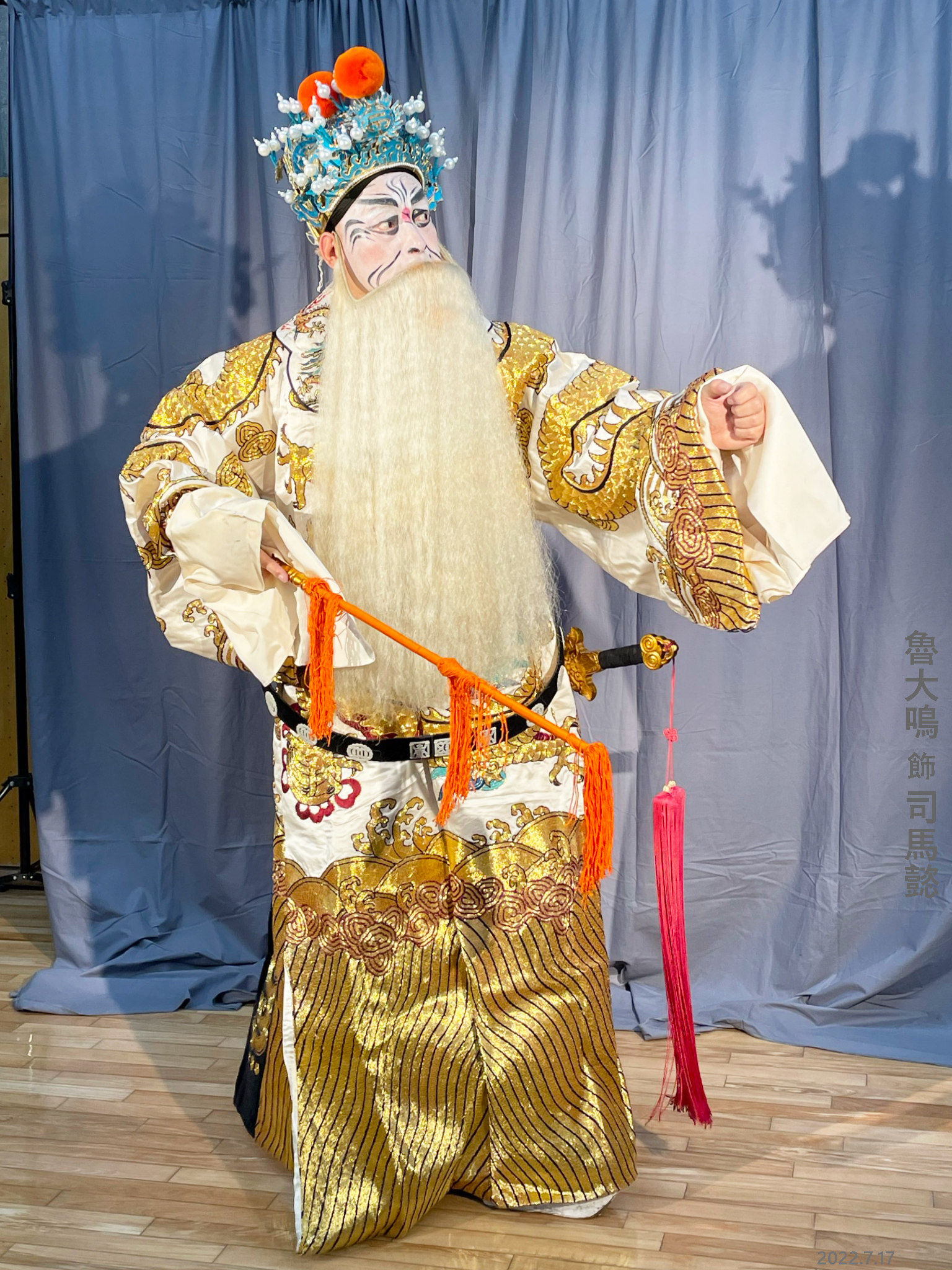
京劇的司馬懿

魏太和四年（230年），曹魏派司馬懿由西城，張郃由子午道，曹真由斜谷，三路進攻漢中，諸葛亮率軍西征，命李嚴率軍2萬赴漢中:44-45。合攻漢中，但因天雨而罷兵。
魏太和五年（231年）春，諸葛亮第四次北伐。魏明帝讓司馬懿駐紮長安。諸葛亮先是圍祁山，又招鮮卑軻比能響應。司馬懿命令費曜、戴淩等留四千兵守上邽，其餘兵力皆往祁山救援，司馬懿親率大軍前往隃麋。就在司馬懿以為諸葛亮主攻祁山時，不料諸葛亮卻反其道而行，得知司馬懿大軍要來，分兵留攻祁山，自己卻率主力奇襲上邽，迎擊司馬懿。郭淮、費曜等出擊諸葛亮，卻被諸葛亮大敗。司馬懿與諸葛亮遇於上邽之東，諸葛亮不斷後撤將司馬懿引誘至鹵城祁山。司馬懿旣至，登山掘營，不肯戰。軍將領數次請戰，司馬懿都不准，被譏笑：「公畏蜀如虎，奈天下笑何！」，在眾將的一再要求下，五月十八日，司馬懿命襲擊蜀將王平所部，遭諸葛亮逆襲，魏軍為魏延、高翔、吳班等人所破，退保營寨。
六月，諸葛亮向漢中撤退，司馬懿命張郃率軍追擊，張郃中箭身亡:235-236。
魏青龍二年四月（234年），諸葛亮占據渭河南武功五丈原，想北渡渭河，被大將郭淮阻攔而失敗。諸葛亮只能在渭河南與魏國大都督司馬懿對峙。由於戰術上的敗勢，司馬懿據險堅守，對峙百餘日後，蜀軍糧盡而自退。諸葛亮曾多次向司馬懿挑戰，期間還一次贈送司馬懿女裝做出挑釁，司馬懿因此生氣，寫奏章向魏明帝請戰，明帝下令不許出戰，並派衛尉辛毗持符節制止魏軍:241。姜維對諸葛亮說：「辛佐治仗節而到，賊不復出矣。」諸葛亮說：「彼本無戰情，所以固請戰者，以示武於其眾耳。將在軍，君命有所不受，苟能制吾，豈千里而請戰邪！」諸葛亮再派人至司馬懿軍中，司馬懿只向漢使詢問諸葛亮寢食和管理政事的繁雜，不過問軍旅之事。諸葛亮使者對司馬懿說：「諸葛公夙興夜寐，罰二十以上，皆親攬焉；所啖食不至三升。」司馬懿說：「亮食少而事繁，將死矣。」其後，兩軍對峙一百多天。諸葛亮的北伐都以失敗告終。八月，諸葛亮終於病倒:242。劉禪派尚書僕射李福到前線去探望，回到成都時，諸葛亮在五丈原前線病逝，享年五十四歲:242-244。當楊儀等人整軍而還時，司馬懿得知蜀漢撤退，親自率兵來追；姜維見司馬懿追來，反旗鳴鼓，司馬懿不知諸葛亮已死，下令停止追擊，全軍返回:250。於是楊儀結陣而去，從容退進斜谷，百姓流傳一諺語：「死諸葛驚走生仲達。」:250司馬懿聽到後，說：「吾能料生，不便料死也。」:250（我能預料他活著的時候想做什麼，不能預料他死後想怎麼做。）司馬懿到諸葛亮駐軍營壘處所察看，感嘆說：「真是天下的奇才啊！」追到赤岸時並沒有追上蜀軍，因此撤退。此後，司馬懿成為曹魏政權的中流砥柱，地位日益提高。次年正月戊子日（235年2月13日）遷為太尉。

### 平定遼東
青龍五年（237年），原魏遼東太守公孫淵自立為燕王，置列百官，對抗朝廷。景初二年（238年）正月，魏明帝曹叡遣59歲的司馬懿率軍4萬，前往征討，途中司馬懿路過故鄉溫縣，會見父老鄉親，感慨萬千，做詩一首：「天地開闢，日月重光。遭遇際會，畢力遐方。將掃群穢，還過故鄉。肅清萬里，總齊八荒。告成歸老，待罪舞陽。」六月進至遼水。
公孫淵急令大將軍卑衍、楊祚等人率步騎數萬，依遼水圍塹20餘裡，堅壁高壘，阻擊魏軍。司馬懿採用聲東擊西之計，佯攻圍塹，而以主力隱蔽渡過遼水，直取公孫淵根據地襄平，迫使敵軍放棄圍塹回軍救援襄平。司馬懿督軍回首山，迎戰敵援軍，三戰皆捷，遂乘勝進圍襄平。
當初公孫淵聞魏軍來攻，曾求救于孫權，孫權也出兵為其聲援，並寫信給公孫淵說：“司馬懿善用兵所向無前，深為弟憂也。”
適逢連降大雨，遼水暴漲，平地數尺，魏軍恐懼，諸將思欲遷營。司馬懿下令有敢言遷營者斬，都督令史張靜違令被斬首，軍心始安。公孫淵軍乘雨出城，魏將領請求出擊，司馬懿不予採納。一月有餘，雨停，水漸退去。魏軍完成對襄平的包圍，起土山、挖地道、造樓車、鉤梯等攻城器具，晝夜強攻。守軍糧食將盡，軍心動搖，楊祚等先降。
八月，襄平城破，公孫淵率數百騎兵突圍，被殺于梁水。司馬懿把襄平城內平民男子年十五以上七千餘人及公孫淵政權官員將軍等二千餘人全部殺死，並將屍體堆積起來，號稱“京觀”。遼東四郡為魏所據。

### 擊退孫吳
正始二年夏四月（241年），東吳派遣衛將軍全琮攻淮南，遏東興堤水攻魏軍，火燒安城邸閣，收歸當地平民。威北將軍諸葛恪攻六安，全琮大戰王凌於芍陂，吴五营中郎将秦晃等十餘人战死。車騎將軍朱然、孫倫等五萬人圍攻樊城，大將軍諸葛瑾攻取柤中。 全琮與王凌爭芍陂水塘，力戰連日，全琮不敵被王凌所擊退， 全琮被破走而樊城圍急，司馬懿說：“柤中民夷十萬，隔在水南，流離無主，樊城被攻，歷月不解，此危事也，請自討之。” 議論者勸誡說：「吳軍遠圍樊城不可拔，挫於堅城之下，有自破之勢，宜長策以御之。」司馬懿反駁說：「軍誌有之：將能而御之，此為縻軍；不能而任之，此為覆軍。今疆埸騷動，民心疑惑，是社稷之大憂也。」六月，督諸軍南征，車駕送津陽城門外。司馬懿以南方暑溼，不宜持久，使輕騎挑之，然不敢動。於是乃令諸軍休息洗沐，簡精銳，募先登，申號令，示必攻之勢。然等聞之，乃夜遁。追至三州口，大殺獲，斬獲萬餘人 。 六月辛丑，司馬懿救樊城後退兵。
正始三年（242年）春，魏帝追封司馬懿父親司馬防舞陽成侯。三月，司馬懿上奏修廣漕渠，引河入汴，疏通東南各個大湖，於淮北大規模屯田。吳國派諸葛恪屯駐皖城，邊人深以為苦。司馬懿要率兵攻之，朝臣認為諸葛恪佔據堅城，廣有糧穀，孤軍遠攻，救兵必至。司馬懿反駁認為吳軍所擅長的是水戰，而不是陸戰。湖水冬淺，船不能行，救兵必棄船就陸相救，於陸戰破敵就很容易了。
正始四年（243年）九月秋，司馬懿率軍出征諸葛恪，車駕送出津陽門。軍隊到達舒城，諸葛恪果然焚燒積聚，棄城而走。司馬懿認為抵抗吳軍之要，在於積穀，於是派遣鄧艾到陳、項以東，至壽春地大興屯守，廣開淮陽、百尺二渠，又修諸陂於潁之南北，萬餘頃。自是淮北倉庾相望，壽春至於京師，農官屯兵連屬焉。

### 勸阻伐蜀
正始五年（244年），尚書鄧颺、李勝等欲令曹爽建立功名，力勸出兵攻伐蜀漢，司馬懿勸阻但曹爽不聽從  ，同年曹爽從長安率六七萬大軍從駱谷南下，但軍隊物資輸送出現困難，導致牛馬騾驢多死，入谷行幾百里，遇到蜀軍以山險固守，使魏軍無法前進。參軍楊偉向曹爽力陳形勢勸宜急退，另一方面，司馬懿對夏侯玄分析：「昔日魏武帝攻漢中幾乎招致大敗，你應該也很清楚。如今興平路勢至為險要而蜀軍早已先行據險固守；若魏軍進兵而遲遲無法與對方交戰，到時候想退又見邊塞遙遠而物資耗盡，軍隊必定覆滅，你將如何能夠承擔其責任！」夏侯玄聽後感到恐懼亦勸曹爽宜立刻退兵，曹爽不悅而退，不幸又遭到費禕進兵據三嶺攔截，經苦戰後才僅僅逃離，但士兵傷亡慘重。

### 勸諫防吳

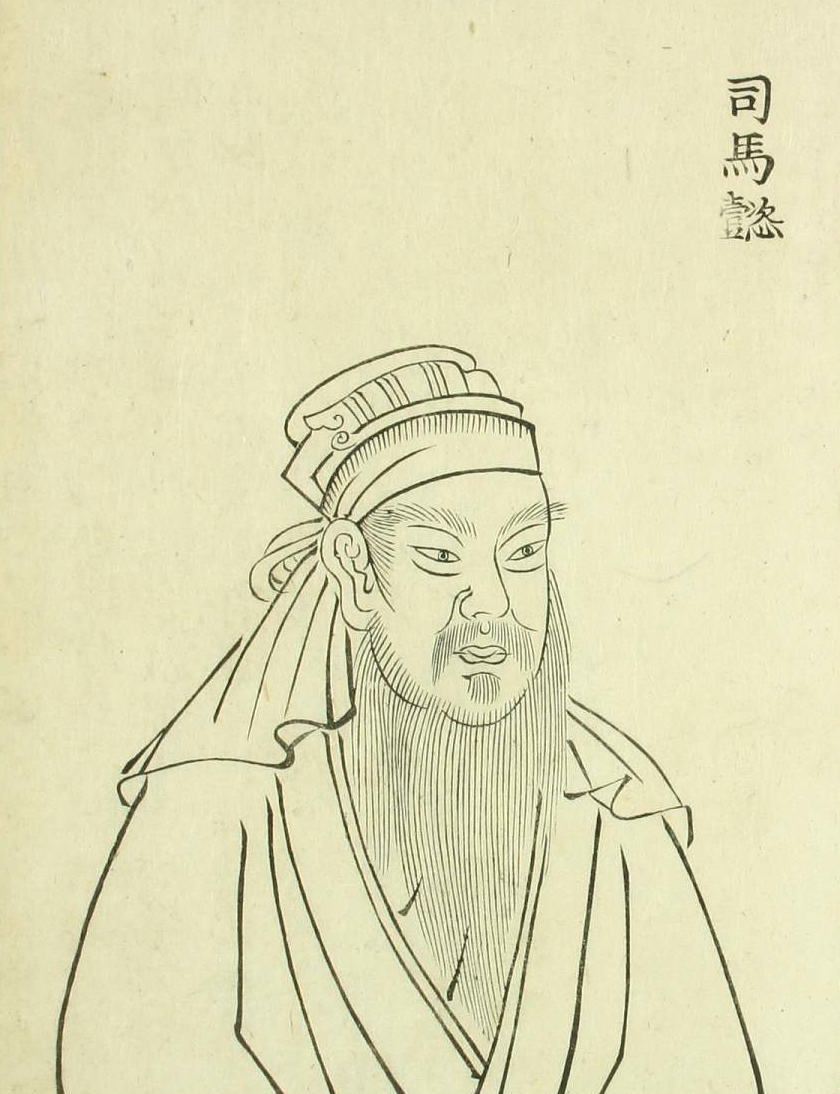
司馬懿像

正始六年（245年）八月，曹爽廢置中壘、中堅營，把兩營兵眾統交他的弟弟曹羲率領，司馬懿援引先帝舊例制止，曹爽不聽。
正始七年（246年）正月，吳軍入侵柤中，有萬餘家百姓為避吳軍，北渡沔水，司馬懿認為沔南離敵太近，倘若百姓奔還，還會引來吳軍，應該讓他們暫留北方。曹爽不同意，說：“現在不能在沔南修城守地，反而讓百姓留沔北，這不是長遠之計。”司馬懿則說：“放在安穩之處所則安穩，放在危險之處所則危險，人與物都是如此。所以兵書上說『成敗在於形，安危在於勢』。形勢是駕馭眾人的關鍵，不能不審慎對待。假設吳軍以二萬人防守沔水，三萬人與我沔南諸軍對抗，一萬人猛攻柤中，我們怎麼去援救呢？”曹爽不從，驅令還南。吳軍果然擊破柤中，所失百姓，數以萬計。

### 誅殺曹爽
曹操封魏王後，以司馬懿為太子中庶子以輔佐曹丕。曹丕臨終時，令司馬懿與曹真等為輔政大臣，輔佐魏明帝曹叡。明帝時，司馬懿屢遷撫軍大將軍、大將軍、太尉等要職。明帝崩，托孤幼帝曹芳以司馬懿和曹爽。曹芳登基后，司马懿和曹爽都录尚书事。
曹芳繼位後，曹爽最初因司馬懿德高望重，像對父親一樣對他，不敢自專。但不久曹爽聽親信丁謐之謀，排擠司馬懿，明升暗降，遷他為無實權的最高虛銜太傅，自己專擅朝政。
正始十年（249年），司馬懿趁曹爽陪曹芳離洛陽至高平陵掃墓，發動政變並控制京師，声称只要夺曹爽兄弟兵权，诱其放弃抵抗，随后以查实谋反为由将曹爽及其亲信党羽族滅。自此曹魏軍政大權落入司馬氏手中，史稱高平陵之變，又稱正始之變。司馬懿時年70歲。
事後，司馬懿被冊命為丞相，進爵安平郡公，增食邑萬戶，群臣奏事不得稱名，但他上書十餘次辭讓，故其官爵仍為太傅、舞陽侯。朝廷加他九錫，仍然辭而不受。奪權之後司馬懿藉口生病連皇帝曹芳都不去朝見，遇到國事，皇帝曹芳反而要去司馬懿宅邸親自詢問司馬懿。
嘉平二年（250年），皇帝曹芳下詔在曹魏首都洛陽設立司馬懿的家廟。

### 王淩之亂
嘉平三年（251年）太尉王淩與外甥兗州刺史令狐愚密謀廢立，迎曹操子曹彪登帝位。陰謀洩漏，司馬懿夷王淩、令狐愚三族，並賜死57歲的曹彪，為史載壽春三叛之一。之後司馬懿把曹魏宗室遷至鄴監視，不准他們結交他人。

### 身後追贈
嘉平三年（251年），司馬懿病逝於洛陽，享年72歲。承其遺願，辭讓郡公和殊禮，不樹不墳，不設明器，葬于首陽山。諡文（舞陽文侯），後改宣文（舞陽宣文侯）。264年，子司馬昭獲封晉王，旋即追尊司馬懿為晉王，諡號宣王。265年，孫司馬炎稱帝，建立西晉，追尊為皇帝，廟號高祖，諡號宣皇帝。

## 治國之道
司馬懿在上邽興屯田，京兆、天水、南安興冶鐵，穿成國渠，築臨晉坡使雍涼足食，並有餘力供給關中不足。後來又大興屯田於淮北，穿廣槽渠。
司馬懿曾向曹操建議軍事屯田制，而曹操採納後不久便病逝了（曹操死前已經有屯田制）。管理軍屯的主要官吏——度支中郎將、度支校尉、度支都尉等官員，都是在曹丕稱帝後的黃初年間（220—226年）設置的。所以，事實上軍屯的推廣在曹丕時期。曹魏軍屯其主要基地設置在和孫吳、蜀漢對立的地帶（淮河南北以及上邽、長安、槐裡、陳倉等地），而這裡基地的開創都經過司馬懿的督工：
太和四年，司馬懿上表建上邽軍屯。主持具體事宜的是度支尚書、司馬懿的三弟司馬孚。
青龍元年（233年），司馬懿興修水利，而「開成國渠，自陳倉至槐裡築臨晉陂，引汧洛溉舄鹵之地三千餘頃」使得‘國以充實’。
青龍三年（236年），關東饑荒，司馬懿調5百萬斛粟運往洛陽，足見關中存有大量糧食。
曹操時魏國就曾“開募屯田於淮南”（《三國志·魏書·倉慈傳》），但僅是民屯。正始二年（241），司馬懿主持對吳作戰時，始與鄧艾籌畫在淮南淮北創建軍屯。。正始四年（243），司馬懿又‘在於積穀，乃大興屯田，廣開淮陽、百尺二渠，又修諸陂於潁之南北，萬餘頃。自是淮北倉庾相望，壽陽至於京師，農官屯兵連屬焉。’‘因欲廣田積穀，為兼併之計，乃使鄧艾行陳、項以東，至壽春地’（《晉書·食貨志》），使得‘遂北臨淮水，自鍾離而南橫石以西，盡沘水四百餘裡，五裡置一營，營六十人，且佃且守。兼修廣淮陽、百尺二渠，上引河流，下通淮潁，大治諸陂于潁南、潁北，穿渠三百餘裡，溉田二萬頃，淮南、淮北皆相連接。自壽春到京師，農官兵田，雞犬之聲，阡陌相屬’。
在識拔人才上，司馬懿從寒門中提拔鄧艾、王基、州泰、賈越等人，如虞預所說，經略之才可謂遠矣。
景初二年（238年），司馬懿遠征遼東。時曹魏大修宮室，加上軍用物資，以至百姓饑弊。出征前，司馬懿勸明帝說：“昔周公營洛邑，蕭何造未央，今宮室未備，臣之責也。然自河以北，百姓困窮，外內有役，勢不並興，宜假絕內務，以救時急。”司馬懿勸諫曹叡不要大修宮殿勞民傷財，以保國之根本。曹叡死後他奏請罷修宮室，雕玩物之人力，節用務農，使天下欣賴。

## 軼聞

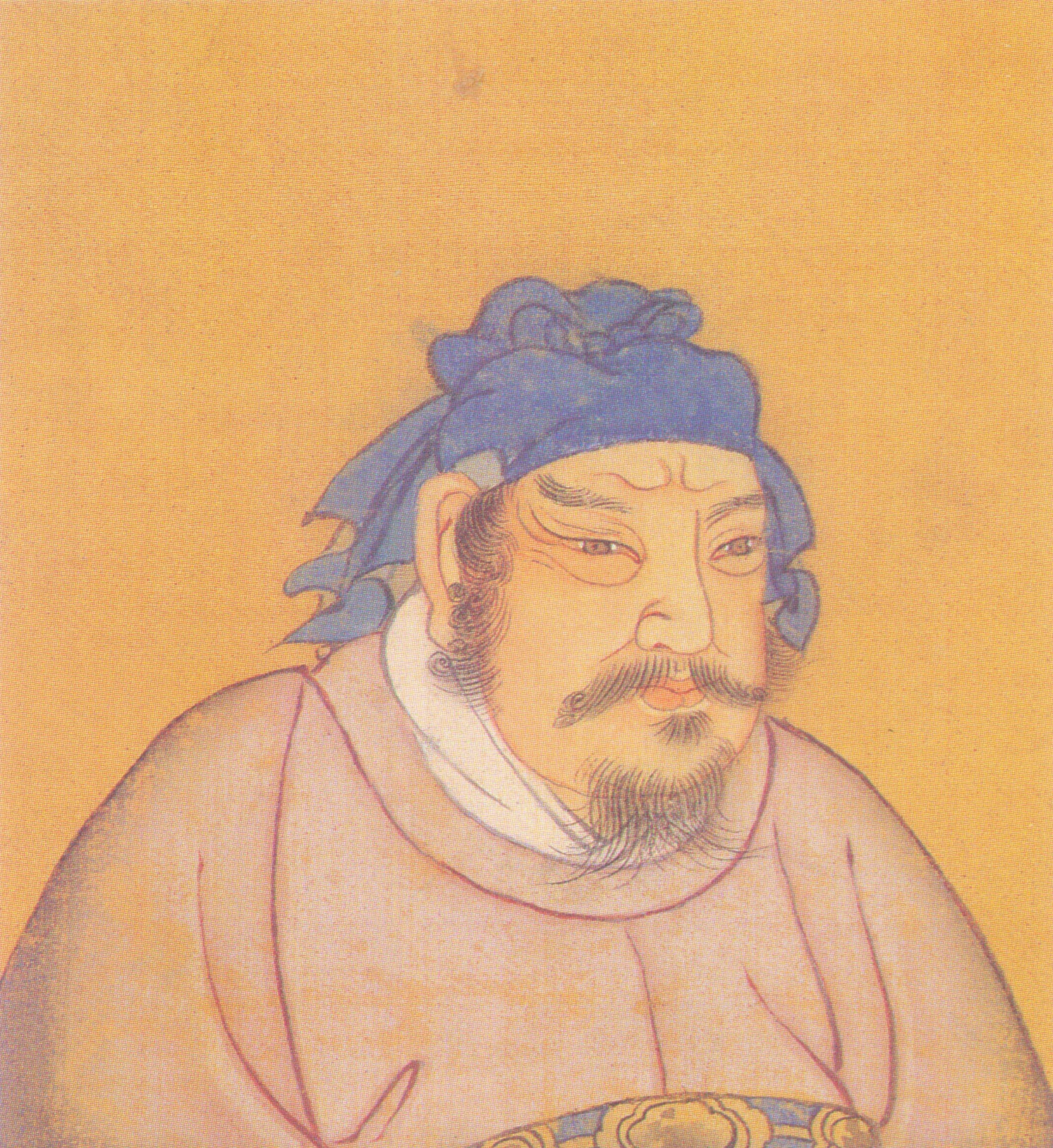
司馬懿

《晉書·宣帝紀》記載，司馬懿心裡猜忌而表面寬和，內心多疑但能靈活應對。曹操察覺司馬懿有雄心豪志，且聽聞司馬懿有狼顧的模樣。曹操打算驗明，所以先叫司馬懿在前頭走，再故意喊司馬懿，只見司馬懿身體不動，只有頭轉向後看。曹操又曾經發了一個噩夢，三匹馬同在一個槽裡進食，醒來後十分不快。曹操感到不好，召曹丕說道：“司馬懿不會甘做人臣，將來必干預你的朝政家事。”這是三馬同槽的典故，此槽不是馬槽，是暗指著司馬氏吃掉曹氏，而且按照後來的史實走向來看，“三馬”還可以解讀為司馬懿、司馬師和司馬昭父子三人，他們共同為之後的司馬炎代魏創造了有利條件。但曹丕和司馬懿關係很好，總是維護他而得以無事。而司馬懿更加勤於職守，廢寢忘食，甚至喂馬之類的小事都親力親為，也終於使曹操安心。
司馬懿年少時和三國時的著名隱士胡昭關係很好，同郡的周生要加害司馬懿，胡昭聽說後涉險趕來搭救，“邀生於崤、澠之間，止生，生不肯。昭泣與結誠，生感其義，乃止”。
《三國志》卷16《倉慈傳》注引《魏略》載：青龍中，司馬宣王在長安立軍市，而軍中吏士多侵侮縣民，裴以白宣王，宣王乃發怒召軍市候，便於斐前杖一百……宣王遂嚴持吏士，自是之後，軍營、郡縣各得其分。
司馬懿曾與張郃在應對諸葛亮北伐用兵上有數次意見分歧：
建興九年二月（231年），諸葛亮北伐祁山。司馬懿先留精兵四千守上邽，然後與張郃率餘眾迎救祁山，張郃想分兵前後駐雍、郿，司馬懿反對分兵認為：「如果前軍能單獨應付蜀軍，你的確所言甚是，但若然不能而又分兵前後，就會像楚的三軍為黥布所擒。」
司馬懿與諸葛亮軍隊因收割麥而於上邽之東相遇，司馬懿卻依險不戰，諸葛亮還兵之時又緊隨其至鹵城。張郃認為：「對方遠處走來請戰而不得，以逸待勞，不戰正好對我方有利，長期對峙以制諸葛亮。而且，祁山知我方的大軍在附近，人心已穩固，應先於此屯兵，然後分出一支奇兵到其後方侵擾。不應該把全部軍隊不停向其前進但卻又不敢侵襲，簡直坐失民望。如今諸葛亮糧草少，不日將去。」司馬懿不聽從，繼續領兵緊隨諸葛亮，追上後又登山掘營卻偏不肯戰。
賈詡、魏平多次要求司馬懿出戰，更說：「你懼怕蜀軍如懼怕老虎，會被天下人所笑！」，司馬懿更一度以病為由延遲，但終歸在五月因諸將咸請戰（咸或包括張郃），而命令張郃出戰，結果被諸葛亮大破，獲甲首三千級，衣鎧五千領，角弩三千一百張，司馬懿帶兵返回營地。
諸葛亮從祁山糧盡退兵之時，司馬懿命令張郃追擊，張郃卻反駁：「軍法寫明：圍城必開出路，歸軍勿追。」司馬懿不聽從，強令張郃進攻，張郃不得已出兵至木門，結果遭到蜀軍從高處埋伏，弓弩亂發，亂矢射中張郃大髀致死。

## 評價
諸葛亮：“計吳朝必無降法，卿是六十老翁，何煩詭誑如此。”不過此話僅始見於唐朝年間寫成的《通典》
費禕：“若懿以爽奢僣，廢之刑之可也，滅其尺口，被以不義，絕子丹血食，及何晏子魏之親甥，亦與同戮，為僣濫不當矣。”（《三國志·蜀書十四》）
南陽太守同郡楊俊：「此非常之人也。」認為有非常之器（《三國志·楊俊傳》、《晉書·宣帝紀第一》）
崔琰對司馬懿兄長司馬朗說：「君弟聰亮明允，剛斷英特，非子所及也。」（《晉書·宣帝紀第一》）
曹操：「有雄豪志，聞有狼顧相。」因而對曹丕說：「司馬懿非人臣也，必預汝家事。」（《晉書·宣帝紀第一》）
曹植曾形容司馬懿：「魁傑雄特，秉心平直。威嚴允憚，風行草靡。在朝則匡贊時俗，百僚儀一；臨事則戎昭果毅，折衝厭難者，司馬驃騎也。」（《全三國文·卷十八·魏十八》）
曹叡：「西方有事，非君（司馬懿）莫可付者。」（《晉書·宣帝紀第一》）“司馬懿臨危制變，擒淵可計日待也。”“吾得司馬懿二人，複何憂哉！”（《晉書·卷三十七·列傳第七》）
曹芳：「太尉體道正直，盡忠三世，南擒孟達，西破蜀虜，東滅公孫淵，功蓋海內。」（《《三國志·魏書四·三少帝紀第四》》）
夏侯霸：“彼自為家，非人臣也”（《太平御覽·卷四百四十二 ◎人事部八十三○知人上》引 孫盛《魏氏春秋》）
吳質：“驃騎將軍司馬懿，忠智至公，社稷之臣也。”
陳矯：“朝廷之望；社稷，未知也。”（《三國志·卷二十二·魏書二十二·桓二陳徐衛盧傳第二十二》裴松之注引《世語》）
孫權：“司馬公善用兵，變化若神，所向無前。”
毌丘儉、文欽起兵反對司馬師時，依然對去世的司馬懿評價很高：“故相國懿，匡輔魏室，曆事忠貞，故烈祖明皇帝授以寄讬之任。懿戮力盡節，以甯華夏。又以齊王聰明，無有穢德，乃心勤盡忠以輔上，天下賴之。懿欲討滅二虜以安宇內，始分軍糧，克時同舉，未成而薨。齊王以懿有輔己大功，故遂使師承統懿業，委以大事。而師以盛年在職，無疾讬病，坐擁強兵，無有臣禮，朝臣非之，義士譏之，天下所聞，其罪一也。懿造計取賊，多舂軍糧，克期有日。師為大臣，當除國難，又為人子，當卒父業。哀聲未絕而便罷息，為臣不忠，為子不孝，其罪二也。”
《晉書》評司馬懿‘少有奇節，聰明多大略，博學洽聞，伏膺儒教’，但平定公孫淵時殺戮太甚，誅殺曹爽時甚至連女子都殺害，然後篡奪魏國：「及平公孫文懿，大行殺戮。誅曹爽之際，支黨皆夷及三族，男女無少長，姑姊妹女子之適人者皆殺之，既而竟遷魏鼎雲。」
晉明帝時，王導侍坐。明帝問王導晉朝何以立國得天下，王導乃陳述司馬懿創業之始，及司馬昭末年弑高貴鄉公之事。明帝以面覆在牀上說：「若如公言，晉祚復安得長遠！」跡司馬懿之猜忍，蓋有符於狼顧。（《晉書·宣帝紀第一》）
虞預：“服膺文藝，以儒素立德，而雅有雄霸之量。值魏氏短祚，內外多難，謀而鮮過，舉必獨克，知人拔善，顯用仄陋。王基、鄧艾、周秦、賈越之徒，皆起自寒門，而著績於朝，經略之才，可謂遠矣。”
張悌：“諸葛、司馬二相，遭值際會，讬身明主，或收功於蜀漢，或冊名于伊、洛。丕、備既沒，後嗣繼統，各受保阿之任，輔翼幼主，不負然諾之誠，亦一國之宗臣，霸王之賢佐也。”
關於司馬氏代魏而仍能天下一統的原因，當時東吳屯騎校尉（官職）張悌的話，也許是很好的解釋：
永安六年，魏伐蜀，吳人問悌曰：“司馬氏得政以來，大難屢作，智力雖豐，而百姓未服也。今又竭其資力，遠征巴蜀，兵勞民疲而不知恤，敗於不暇，何以能濟？昔夫差伐齊，非不克勝，所以危亡，不憂其本也，況彼之爭地乎！”悌曰：“不然。曹操雖功蓋中夏，威震四海，崇詐杖術，征伐無已，民畏其威，而不懷其德也。丕、叡承之，系以慘虐，內興宮室，外懼雄豪，東西馳驅，無歲獲安，彼之失民，為日久矣。司馬懿父子，自握其柄，累有大功，除其煩苛而布其平惠，為之謀主而救其疾，民心歸之，亦已久矣。故淮南三叛而腹心不擾，曹髦之死，四方不動，摧堅敵如折枯，蕩異同如反掌，任賢使能，各盡其心，非智勇兼人，孰能如之？其威武張矣，本根固矣，群情服矣，奸計立矣。今蜀閹宦專朝，國無政令，而玩戎黷武，民勞卒弊，競於外利，不脩守備。彼強弱不同，智算亦勝，因危而伐，殆其克乎！若其不克，不過無功，終無退北之憂，覆軍之慮也，何為不可哉？昔楚劍利而秦昭懼，孟明用而晉人憂，彼之得志，故我之大患也。”吳人笑其言，而蜀果降于魏。
干寶：“昔高祖宣皇帝以雄才碩量，應運而仕，值魏太祖創基之初，籌畫軍國，嘉謀屢中，遂服輿軫，驅馳三世，性深阻有如城府，而能寬綽以容納，行任數以御物，而知人善採拔，故賢愚鹹懷，小大畢力，爾乃取鄧艾於農隙，引州泰於行役，委以文武，各善其事，故能西擒孟達，東舉公孫淵，內夷曹爽，外襲王陵，神略獨斷，征伐四克，維御羣后，大權在己，屢拒諸葛亮節制之兵，而東支吳人輔車之勢。”（《晉紀總論》）
石勒：「大丈夫行事，當磊磊落落，如日月皎然，終不能如曹孟德、司馬仲達父子，欺他孤兒寡婦，狐媚以取天下也。」（《晉書·載記第五·石勒下》）
李世民曾為《晉書·宣帝紀》作史論，原文如下：「夫天地之大，黎元為本。邦國之貴，元首為先。治亂無常，興亡有運。是故五帝之上，居萬乘以為憂；三王已來，處其憂而為樂。競智力，爭利害，大小相吞，強弱相襲。逮乎魏室，三方鼎峙，干戈不息，氛霧交飛。宣皇以天挺之姿，應期佐命，文以纘治，武以棱威。用人如在己，求賢若不及；情深阻而莫測，性寬綽而能容，和光同塵，與時舒卷，戢鱗潛翼，思屬風雲。飾忠於已詐之心，延安于將危之命。觀其雄略內斷，英猷外決，殄公孫於百日，擒孟達於盈旬，自以兵動若神，謀無再計矣。既而擁眾西舉，與諸葛相持。抑其甲兵，本無鬥志，遺其巾幗，方發憤心。杖節當門，雄圖頓屈，請戰千里，詐欲示威。且秦蜀之人，勇懦非敵，夷險之路，勞逸不同，以此爭功，其利可見。而返閉軍固壘，莫敢爭鋒，生怯實而未前，死疑虛而猶遁，良將之道，失在斯乎！文帝之世，輔翼權重，許昌同蕭何之委，崇華甚霍光之寄。當謂竭誠盡節，伊傅可齊。及明帝將終，棟樑是屬，受遺二主，佐命三朝，既承忍死之托，曾無殉生之報。天子在外，內起甲兵，陵土未乾，遽相誅戮，貞臣之體，寧若此乎！盡善之方，以斯為惑。夫征討之策，豈東智而西愚？輔佐之心，何前忠而後亂？故晉明掩面，恥欺偽以成功；石勒肆言，笑奸回以定業。古人有雲：“積善三年，知之者少，為惡一日，聞於天下。”可不謂然乎！雖自隱過當年，而終見嗤後代。亦猶竊鐘掩耳，以眾人為不聞；銳意盜金，謂市中為莫睹。故知貪于近者則遺遠，溺於利者則傷名；若不損己以益人，則當禍人而福己。順理而舉易為力，背時而動難為功。況以未成之晉基，逼有餘之魏祚？雖複道格區宇，德被蒼生，而天未啟時，寶位猶阻，非可以智競，不可以力爭，雖則慶流後昆，而身終於北面矣。」（《晉書·宣帝紀第一》）
李世民亦曾把李靖比作司馬懿，脅迫以年老多病為由作拒的李靖參與征高句麗的駐蹕山之戰（公元645年），原文如下：『太宗將征遼，衛公病不能從，帝使執政以起之，不起。帝曰：「吾知之矣。」明日駕臨其第，執手與別，靖謝曰：「老臣宜從，但犬馬之疾，日月增甚，恐死於道路，仰累陛下。」帝撫其背曰：「勉之，昔司馬仲達非不老病，竟能自強，立勳魏室。」靖叩頭曰：「老臣請轝病行矣。」至相州，病篤不能進。駐蹕之役，高麗與靺羯合軍，方四十里，太宗望之有懼色。江夏王進曰：「高麗傾國以抗王師，平壤之守必弱，假臣精卒五千，覆其本根，則數十萬之眾，可不戰而降。」帝不應。既合戰，為賊所乘，殆將不振，還謂衛公曰：「吾以天下之眾，困於蕞爾之夷，何也？」靖曰：「此道宗所解。」時江夏在側，帝顧之，道宗具陳前言，帝悵然曰：「時匆遽不憶也。」駐蹕之役，六軍為高麗所乘，太宗命視黑旗―英公之麾也，候者告黑旗被圍，帝大恐。須臾復曰圍解，高麗哭聲動山谷，勣軍大勝，斬首數萬，俘虜亦數萬。』 （《隋唐嘉話·卷上》）
房玄齡：“少有奇節，聰明多大略，博學洽聞，伏膺儒教。漢末大亂，常慨然有憂天下心。”“帝內忌而外寬，猜忌多權變。”（《晉書·宣帝紀第一》）
杜牧：“周有齊太公，秦有王翦，兩漢有韓信、趙充國、耿恭、虞詡、段熲，魏有司馬懿，吳有周瑜，蜀有諸葛武侯，晉有羊祜、杜公元凱，梁有韋睿，元魏有崔浩，周有韋孝寬，隋有楊素，國朝有李靖、李勣、裴行儉、郭元振。如此人者，當此一時，其所出計畫，皆考古校今，奇秘長遠，策先定於內，功後成於外。”（《注孫子序》）
司馬光：“司馬懿，少聰達，多大略。”（《資治通鑒·卷六十五》）
張預《十七史百將傳·卷五》：“司馬懿，字仲達，河內温縣人。少有奇節，聰明多大略，博學洽聞，服膺儒教。孫子曰：‘其次伐交。’懿令孫權掎劉備之後。又曰：‘兵之情主速。’懿攻孟達，八日到其城下。又曰：‘形人而我無形。’懿以陸軍出皖城而以水軍向夏口。又曰：‘以分合為變。’懿不分軍為前後。又曰：‘怒而撓之。’懿雖敵以巾幗撓之而不動。又曰：‘知戰之日。’懿討遼東謂一年足矣。又曰：‘攻其必救。’懿棄賊而向襄平。又曰：‘兵聞拙速。’懿討孟達，不計死傷與糧競。又曰：‘能而示之不能。’懿討文懿，不取小利以示無能。又曰：‘形之，敵必從之。’懿示必攻而吳師夜遁是也。”
而宋代何去非認為司馬懿能忍耐，又有足夠的度量。不與諸葛亮正面對戰並非膽怯，而是高明的消耗敵軍之策：“仲達提秦、雍之勁卒，以不應而老其師者，豈徒然哉！將求全於一勝也。然而，孔明既死，蜀師引還，而仲達不窮追之者，蓋不虞孔明之死，其士尚飽，而軍未有變，蜀道阻而易伏，疑其偽退以誘我也。向使孔明之不死，而弊於相持，則仲達之志得矣。或者謂仲達之權詭，不足以當孔明之節制，此腐儒守經之談，不足為曉機者道也。”，評其“制其兵，出奇應變，奄忽若神，無往不殄，雖曹公有所不逮焉”。
黃道周：“司馬魏人，從討張魯。備爭江陵，請乘蜀土。言雖不從，大志已睹。關羽震樊，魏欲避許。懿請結孫，因而斬羽。孟達雖降，意猶首鼠。八日往擒，盡驚神武。諸葛出祁，以懿禦悔。利則急驅，屯則守伍。巾幗相加，亦不妄舉。食少事煩，早知其苦。五丈秋風，更輩無補。料死料生，功已足數。文懿反遼，視魚遊釜。計日攻虛，破之若取。後晉帝基，皆懿遺祜。”（《廣名將傳》）
羅貫中：“開言崇聖典，用武若通神。三國英雄士，四朝經濟臣。屯兵驅虎豹，養子得麒麟。諸葛常談羨，能回天地春！”（《戰徐塘吳魏交兵》）
毛宗崗：“今人將曹操、司馬懿並稱。及觀司馬懿臨終之語，而懿之與操則有別矣。操之事，皆懿之子為之，而懿則終其身未敢為操之事也。操之忌先主，是欲除宗室之賢者；懿之謀曹爽，是特殺宗室之不賢者。至於弑主後，害皇嗣，僭皇號，受九錫，但見之於操，而未見之於懿。故君子于懿有恕辭焉。”（《匯評三國志演義》）
蔡東藩：“從前王莽、曹操、司馬懿、劉裕諸奸雄，其險惡猶不若溫也。”（《五代史演義》）
毛澤東：“司馬懿是個了不起的人物，歷來說他壞，我看有幾手比曹操高明。”他認為曹操攻下張魯以後應該聽司馬懿和劉曄的建議進攻四川；評其“出身士族，多謀略，善權變，為魏國重臣”。曾在《三國志·陸遜傳》中評注：“此司馬懿敵孔明之智也。”（《毛澤東讀書筆記解析》）
柏楊：“就史料記載而言，真實的司馬懿，跟世人印象中的司馬懿不同，諸葛亮先生受託孤後，並沒有曹爽般的政敵，李嚴的竊弄威權，一紙命令便告解決，而曹爽先生確是將司馬懿整個排除，司馬懿對曹爽雖然不滿，但一直到244年，曹爽先生攻擊蜀漢帝國，大軍被雨困在峽谷，司馬懿仍憂慮他會失敗，勸告退軍，假使他心懷不軌，大可閉口不言，等曹爽覆滅後，由他來收拾殘局。司馬懿先生當初最大的目的，不過是反擊曹爽，奪官奪權。249年的政變，受到朝野一致愛戴，251年王淩起兵時，司馬懿不但沒有任何叛逆跡象，而且聲望正值高峰。……就司馬懿本身而言，他所受到的詬罵與詛咒，並不公平。”（《柏楊版資治通鑒》）
司馬懿在世時，在魏國威望相當高，即使文欽在其死後討伐司馬師時，在檄文中依然對司馬懿有‘故相國懿，匡輔魏室，曆事忠貞’等相當多的讚譽。史書上說他做到了使‘天下大悅’‘天下欣賴’。晉朝初年，司馬炎有「天下無窮人」的太康之治，人民對促成三國統一的奠基者司馬還是相當推崇。甚至因司馬炎之孫司馬遹長得像司馬懿就寄予厚望。
司馬懿名聲毀敗，是從永嘉之禍以後開始的。其不肖子孫自相殘殺，帶來五胡亂華的浩劫，出身奴隸的石勒恨透司馬家。而東晉在南方，又長期被世家大族把持。晉室南渡，情況與當年蜀漢類似，以蜀漢為正統呼聲日高；東晉滅亡後，情況更明顯。到隋唐時代，民間說書戲曲日盛。唐太宗主導官修的《晉書》，以封建帝王立場更不鼓勵臣下效法。到明代《三國演義》後，火熄上方谷、見木雕魏都督喪膽等的形象也就被演義流傳民間。
呂思勉認為，司馬懿之深謀祕計，還有許多不為後人所知:144。而且他很為暴虐，他之政敵被殺，都是夷及三族，連已出嫁女亦不能得免，所以《晉書》作者房玄齡等人，也說他猜忌殘忍:144。他一生用盡深刻心計，暴虐手段，全是為一己之地位，絲毫沒有曹操匡扶漢室、平定天下之意:144。封建時代之道德，是公忠、正直、勇敢，是犠牲一己以利天下，司馬懿卻件件和他相反:144。魏武帝曹操亡歿後，司馬氏父子繼而得志，忠君愛民之心地，光明磊落之行為，全都看不見，只剩下自私自利之心地，狡詐刻毒之行為:156。

## 家世
| \| \| \| \| \| \| \| \| \| \| \| \| \| \| \| \| \| \| \| \| 高祖父：征西將軍司馬鈞 \| \| \| \| \| \| \| \| \| \| \| \| \| \| \| \| \| \| \| \| \| \| \| \| \| \| \| \| \| \| \| \| \| \| \| \| \| \| \| \| \| \| \| \| \| \| \| \| \| \| \| \| \| \| 曾祖父：（追諡）豫章府君司馬量 \| \| \| \| \| \| \| \| \| \| \| \| \| \| \| \| \| \| \| \| \| \| \| \| \| \| \| \| \| \| \| \| \| \| \| \| \| \| \| \| \| \| \| \| \| \| \| \| \| \| \| \| \| \| 高祖母：征西將軍夫人 \| \| \| \| \| \| \| \| \| \| \| \| \| \| \| \| \| \| \| \| \| \| \| \| \| \| \| \| \| \| \| \| \| \| \| \| \| \| \| \| \| \| \| \| \| \| \| \| \| \| \| \| \| \| 祖父：（追諡）潁川府君司馬儁 \| \| \| \| \| \| \| \| \| \| \| \| \| \| \| \| \| \| \| \| \| \| \| \| \| \| \| \| \| \| \| \| \| \| \| \| \| \| \| \| \| \| \| \| \| \| \| \| \| \| \| \| \| \| 曾祖母：（追諡）豫章府君夫人 \| \| \| \| \| \| \| \| \| \| \| \| \| \| \| \| \| \| \| \| \| \| \| \| \| \| \| \| \| \| \| \| \| \| \| \| \| \| \| \| \| \| \| \| \| \| \| \| \| \| \| \| \| \| 父：（追諡）京兆府君司馬防 \| \| \| \| \| \| \| \| \| \| \| \| \| \| \| \| \| \| \| \| \| \| \| \| \| \| \| \| \| \| \| \| \| \| \| \| \| \| \| \| \| \| \| \| \| \| \| \| \| \| \| \| \| \| 祖母：（追諡）潁川府君夫人 \| \| \| \| \| \| \| \| \| \| \| \| \| \| \| \| \| \| \| \| \| \| \| \| \| \| \| \| \| \| \| \| \| \| \| \| \| \| \| \| \| \| \| \| \| \| \| \| \| \| \| \| \| \| （追尊）高祖宣皇帝司馬懿 \| \| \| \| \| \| \| \| \| \| \| \| \| \| \| \| \| \| \| \| \| \| \| \| \| \| \| \| \| \| \| \| \| \| \| \| \| \| \| \| \| \| \| \| \| \| \| \| \| \| \| \| \| \| 母：（追諡）京兆府君夫人 \| \| \| \| \| \| \| \| \| \| \| \| \| \| \| \| \| \| \| \| \| \| \| \| \| \| \| \| \| \| \| \| \| \| \| \| \| \| \| \| \| \| \| \| \| \| \| \| \| \| \| \| |                                |  |  |  |  |  |  |  |  |  |  |  |  |  |  |  |
| |                                |  |  |  |  |  |  |  |  |  |  |  |  |  |  |  |
| | 高祖父：征西將軍司馬鈞         |  |  |  |  |  |  |  |  |  |  |  |  |  |  |  |
| |                                |  |  |  |  |  |  |  |  |  |  |  |  |  |  |  |
| |                                |  |  |  |  |  |  |  |  |  |  |  |  |  |  |  |
| | 曾祖父：（追諡）豫章府君司馬量 |  |  |  |  |  |  |  |  |  |  |  |  |  |  |  |
| |                                |  |  |  |  |  |  |  |  |  |  |  |  |  |  |  |
| |                                |  |  |  |  |  |  |  |  |  |  |  |  |  |  |  |
| | 高祖母：征西將軍夫人           |  |  |  |  |  |  |  |  |  |  |  |  |  |  |  |
| |                                |  |  |  |  |  |  |  |  |  |  |  |  |  |  |  |
| |                                |  |  |  |  |  |  |  |  |  |  |  |  |  |  |  |
| | 祖父：（追諡）潁川府君司馬儁   |  |  |  |  |  |  |  |  |  |  |  |  |  |  |  |
| |                                |  |  |  |  |  |  |  |  |  |  |  |  |  |  |  |
| |                                |  |  |  |  |  |  |  |  |  |  |  |  |  |  |  |
| | 曾祖母：（追諡）豫章府君夫人   |  |  |  |  |  |  |  |  |  |  |  |  |  |  |  |
| |                                |  |  |  |  |  |  |  |  |  |  |  |  |  |  |  |
| |                                |  |  |  |  |  |  |  |  |  |  |  |  |  |  |  |
| | 父：（追諡）京兆府君司馬防     |  |  |  |  |  |  |  |  |  |  |  |  |  |  |  |
| |                                |  |  |  |  |  |  |  |  |  |  |  |  |  |  |  |
| |                                |  |  |  |  |  |  |  |  |  |  |  |  |  |  |  |
| | 祖母：（追諡）潁川府君夫人     |  |  |  |  |  |  |  |  |  |  |  |  |  |  |  |
| |                                |  |  |  |  |  |  |  |  |  |  |  |  |  |  |  |
| |                                |  |  |  |  |  |  |  |  |  |  |  |  |  |  |  |
| | （追尊）高祖宣皇帝司馬懿       |  |  |  |  |  |  |  |  |  |  |  |  |  |  |  |
| |                                |  |  |  |  |  |  |  |  |  |  |  |  |  |  |  |
| |                                |  |  |  |  |  |  |  |  |  |  |  |  |  |  |  |
| | 母：（追諡）京兆府君夫人       |  |  |  |  |  |  |  |  |  |  |  |  |  |  |  |
| |                                |  |  |  |  |  |  |  |  |  |  |  |  |  |  |  |
| |                                |  |  |  |  |  |  |  |  |  |  |  |  |  |  |  |

### 兄弟
- 司馬朗，字伯達。
- 司馬孚，字叔達。晋朝时任太宰，都督中外诸军事，封安平王，谥献王。
- 司馬馗，字季達。
- 司馬恂，字顯達。
- 司馬進，字惠達。
- 司馬通，字雅達。
- 司馬敏，字幼達。

### 妻妾
1. 張春華（宣穆妃）
2. 張夫人
3. 伏夫人（扶風國太妃）
4. 柏夫人

### 子女

#### 兒子
1. 司馬師，張春華所生。以高平陵之變封長平鄉侯。司馬懿故後襲舞陽侯[註 1]，曹魏諡忠武。弟司馬昭受封晉王，追尊諡為晉景王。侄子司馬炎稱帝，追尊為世宗景皇帝。
2. 司馬昭，張春華所生。曹魏時任相國，封晉王，諡文王。子司馬炎稱帝，追尊為太祖文皇帝。
3. 司馬亮，字子翼（？－291年），伏夫人所生。西晉八王之亂中八王之一。
4. 司馬伷，字子將（227年－283年） ，伏夫人所生。晉元帝祖父。
5. 司馬京，字子佐（？－？），伏夫人所生。
6. 司馬榦，字子良（232年－311年2月26日)，張春華所生。
7. 司馬駿，字子臧（232年－286年），伏夫人所生。
8. 司馬肜，字子徽（？－302年），張夫人所生。
9. 司馬倫，字子彝（240－301年），柏夫人所生。後稱皇帝，年號建始。是西晉八王之亂中八王之一。

#### 女兒
1. 南陽公主，張春華所生，嫁荀霬，生子荀愷。[61][62]
2. 高陸公主，次女[63]，嫁杜預。

## 藝術形象

### 影視
| 年份 | 作品                   | 演員                          |
| 1975 | 洛神                   | 黃新                          |
| 1985 | 諸葛亮                 | 王振榮                        |
| 1985 | 諸葛亮                 | 金童                          |
| 1994 | 三國演義               | 唐振環（中年） 魏宗萬（老年） |
| 1996 | 三國英雄傳之關公       | 游天龍（中年）                |
| 1996 | 諸葛孔明               | 郭連文                        |
| 2002 | 洛神                   | 鄭子誠（青年、中年）          |
| 2004 | 武聖關公               | 史道元                        |
| 2010 | 三國                   | 倪大紅                        |
| 2012 | 回到三國               | 李天翔（青年）                |
| 2013 | 曹操                   | 胡小猛（童年）                |
| 2016 | 梦想三国               | 郑俊和                        |
| 2017 | 大軍師司馬懿之軍師聯盟 | 吳秀波                        |
| 2017 | 大軍師司馬懿之虎嘯龍吟 | 吳秀波                        |
| 2018 | 三國機密之潛龍在淵     | 韓東君（青年、中年）          |
| 2022 | 大話三國之三國志霸道   | 林茉晶                        |

### 動漫遊戲
- 真·三國無雙系列 / 無雙OROCHI系列（光榮公司開發，原瀧下毅配音，但在該系列的無雙7發售沒多久，因意外去世，所以在無雙7的帝王傳之後，改由置鮎龍太郎配音）司馬懿在遊戲中和趙雲、周瑜、呂布、貂蟬、夏侯惇為遊戲的主角。
- 三國志
- 三國演義
- 《橫山光輝三國志》（橫山光輝）中的司馬懿只在漫畫登場。
- 《火鳳燎原》（陳某）:中的司馬懿和趙雲（燎原火）同樣是故事的主角，具有狼顧之相，於董卓佔據洛陽時已經是司馬家之當家及刺客組織「殘兵」之幕後主腦，後來司馬家遭許定血洗後投靠曹操以報家族滅門之仇[64]，曾以「反曹」之名和其他軍閥合作於適當時背叛及殺害使劉竉、呂布、袁方、郭援和左慈敗亡，於赤壁之戰時與諸葛亮有計謀間諜往來，在華容道後和諸葛亮「互相協助」。
- 《蒼天航路》（王欣太）中的司馬懿在故事後期登場，曹丕四友之一，頭能一百八十度轉動，曹操看此狼顧之相相當吃驚。
- 《王者榮耀》中的司馬懿職業是一名刺客/法師
- 《Fate/Grand Order》中憑依在萊涅絲而成為英靈，職階為Rider，寶具「混元一陣」。
- 《代號鳶》中的司馬懿，偽裝成傅融，臥底繡衣樓，實則為組織里八華的下任家主

### 引用
1. ↑  表字取自《漢書·幽通賦》：“懿前烈之純淑兮，窮與達其必濟。”
2. 1 2  《晉書·卷一 帝紀第一（中華書局點校本）》：“宣皇帝諱懿，字仲達，河內溫縣孝敬裡人，姓司馬氏。……（嘉平）三年……秋八月戊寅，崩於京師，時年七十三。……九月庚申，葬於河陰，諡曰文，後改諡宣文。……晉國初建，追尊曰宣王。武帝受禪，上尊號曰宣皇帝，陵曰高原，廟稱高祖。”（中華書局點校注：“諡曰文後改諡宣文”各本皆作“諡曰文貞，後改諡文宣”。考異：“按禮志，魏朝初諡宣帝為文侯，景帝為武侯。文王表不宜與二祖同，於是改諡宣文、忠武。然則初諡文，無‘貞’字也。禮志及文帝紀並稱舞陽宣文侯，宋書禮志同。此雲‘文宣’，亦轉寫之誤。”今據改。）
3. ↑  《北堂書鈔·卷第一三三》之杖二十二·託病拄杖條
4. ↑  《晉書》卷1：遷黃門侍郎，轉議郎、丞相東曹屬，尋轉主簿。從討張魯，言于魏武曰：「劉備以詐力虜劉璋，蜀人未附而遠爭江陵，此機不可失也。今若曜威漢中，益州震動，進兵臨之，勢必瓦解。因此之勢，易為功力。聖人不能違時，亦不失時矣。」魏武曰：「人苦無足，既得隴右，復欲得蜀！」言竟不從。既而從討孫權，破之。
5. ↑  《魏書》 卷十四 劉曄傳:曄進曰：「明公以步卒五千，將誅董卓，北破袁紹，南征劉表，九州百郡，十并其八，威震天下，勢慴海外。今舉漢中，蜀人望風，破膽失守，推此而前，蜀可傳檄而定。劉備，人傑也，有度而遲，得蜀日淺，蜀人未恃也。今破漢中，蜀人震恐，其勢自傾。以公之神明，因其傾而壓之，無不克也。若小緩之，諸葛亮明於治而為相，關羽、張飛勇冠三軍而為將，蜀民旣定，據險守要，則不可犯矣。今不取，必為後憂。」太祖不從，傅子曰：居七日，蜀降者說：「蜀中一日數十驚，備雖斬之而不能安也。」太祖延問曄曰：「今尚可擊不？」曄曰：「今已小定，未可擊也。」大軍遂還。
6. ↑  《晉書》卷1：遷黃門侍郎，轉議郎、丞相東曹屬，尋轉主簿。從討張魯，言于魏武曰：「劉備以詐力虜劉璋，蜀人未附而遠爭江陵，此機不可失也。今若曜威漢中，益州震動，進兵臨之，勢必瓦解。因此之勢，易為功力。聖人不能違時，亦不失時矣。」魏武曰：「人苦無足，既得隴右，復欲得蜀！」言竟不從。
7. ↑  《晉書·宣帝紀》：是時漢帝都許昌，魏武以為近賊，欲徙河北。帝諫曰：“禁等為水所沒，非戰守之所失，於國家大計未有所損，而便遷都，既示敵以弱，又淮沔之人大不安矣。孫權、劉備，外親內疏，羽之得意，權所不願也。可喻權所，令掎其後，則樊圍自解。”魏武從之。權果遣將呂蒙西襲公安，拔之，羽遂為蒙所獲。
8. ↑  《三國志/卷36 蜀書六 關羽》：二十四年，先主為漢中王，拜羽為前將軍，假節鉞。是歲，羽率眾攻曹仁於樊。曹公遣于禁助仁。秋，大霖雨，漢水汎溢，禁所督七軍皆沒。禁降羽，羽又斬將軍龐德。梁、郟、陸渾群盜或遙受羽印號，為之支黨，羽威震華夏。曹公議徙許都以避其銳，司馬宣王、蔣濟以為關羽得志，孫權必不原也。可遣人勸權躡其後，許割江南以封權，則樊圍自解。曹公從之。
9. ↑  《三國志/卷14 魏書十四 蔣濟》：關羽圍樊、襄陽。太祖以漢帝在許，近賊，欲徙都。司馬宣王及濟說太祖曰：「于禁等為水所沒，非戰攻之失，於國家大計未足有損。劉備、孫權，外親內疏，關羽得志，權必不原也。可遣人勸躡其後，許割江南以封權，則樊圍自解。」太祖如其言。權聞之，即引兵西襲公安、江陵。羽遂見禽。
10. ↑  《晉書·宣帝紀》：孫權圍江夏，遣其將諸葛瑾、張霸並攻襄陽，帝督諸軍討權，走之。進擊，敗瑾，斬霸，並首級千餘。遷驃騎將軍。
11. 1 2 3 4 5 6 7 8  朱大渭、梁滿倉. . 臺北市: 麥田出版. 2009 [2007]. ISBN 978-986-173-856-7.
12. ↑  《晉書·宣帝紀》：與曹真伐蜀。帝自西城斫山開道，水陸並進，泝沔而上，至於朐䏰，拔其新豐縣。軍次丹口，遇雨，班師。
13. ↑  《三國志》卷35引《漢晉春秋》：亮圍祁山，招鮮卑軻比能，比能等至故北地石城以應亮。於是魏大司馬曹真有疾，司馬宣王自荊州入朝，魏明帝曰：「西方事重，非君莫可付者。」乃使西屯長安，督張郃、費曜、戴陵、郭淮等。宣王使曜、陵留精兵四千守上邽，餘眾悉出，西救祁山。郃欲分兵駐雍、郿，宣王曰：「料前軍能獨當之者，將軍言是也；若不能當而分為前後，此楚之三軍所以為黥布禽也。」遂進。亮分兵留攻，自逆宣王於上邽。郭淮、費曜等徼亮，亮破之，因大芟刈其麥，與宣王遇於上邽之東，斂兵依險，軍不得交，亮引而還。宣王尋亮至於鹵城。張郃曰：「彼遠來逆我，請戰不得，謂我利在不戰，欲以長計制之也。且祁山知大軍以在近，人情自固，可止屯於此，分為奇兵，示出其後，不宜進前而不敢逼，坐失民望也。今亮縣軍食少，亦行去矣。」宣王不從，故尋亮。既至，又登山掘營，不肯戰。賈栩、魏平數請戰，因曰：「公畏蜀如虎，奈天下笑何！」宣王病之。諸將咸請戰。五月辛巳，乃使張郃攻無當監何平于南圍，自案中道向亮。亮使魏延、高翔、吳班赴拒，大破之，獲甲首三千級，玄鎧五千領，角弩三千一百張，宣王還保營。
14. ↑  《晉書》卷1：明年，諸葛亮寇天水，圍將軍賈嗣、魏平于祁山。天子曰：「西方有事，非君莫可付者。」乃使帝西屯長安，都督雍、梁二州諸軍事，統車騎將軍張郃、後將軍費曜、征蜀護軍戴淩、雍州刺史郭淮等討亮。張郃勸帝分軍住雍、郿為後鎮，帝曰：「料前軍獨能當之者，將軍言是也。若不能當，而分為前後，此楚之三軍所以為黥布禽也。 」遂進軍隃麋。亮聞大軍且至，乃自帥眾將芟上邽之麥。諸將皆懼，帝曰：「亮慮多決少，必安營自固，然後芟麥，吾得二日兼行足矣。」於是卷甲晨夜赴之，亮望塵而遁。帝曰：「吾倍道疲勞，此曉兵者之所貪也。亮不敢據渭水，此易與耳。」進次漢陽，與亮相遇，帝列陣以待之。使將牛金輕騎餌之，兵才接而亮退，追至祁山。亮屯鹵城，據南北二山，斷水為重圍。帝攻拔其圍，亮宵遁，追擊破之，俘斬萬計。
15. ↑  《魏略》
16. ↑  《三國志·明帝紀·魏氏春秋注》：亮旣屢遣使交書，又致巾幗婦人之飾，以怒宣王。宣王將出戰，辛毗杖節奉詔，勒宣王及軍吏已下，乃止。
《資治通鑑·魏紀四·青龍二年》司馬懿與諸葛亮相守百餘日，亮數挑戰，懿不出。亮乃遺懿巾幗婦人之服。懿怒，上表請戰，帝使衛尉辛毗杖節為軍師以制之。
17. ↑  《資治通鑑·卷七十二》：是月，亮卒於軍中。長史楊儀整軍而出。百姓奔告司馬懿，懿追之。姜維令儀反旗鳴鼓，若將向懿者，懿斂軍退，不敢逼。於是儀結陳而去，入谷然後發喪。百姓為之諺曰：「死諸葛走生仲達。」懿聞之，笑曰：「吾能料生，不能料死故也。」懿案行亮之營壘處所，歎曰：「天下奇才也！」追至赤岸，不及而還。
18. ↑  .   [2020-10-03]. （原始内容存档于2018-06-15）.
19. ↑  《三國志·魏明帝紀》：（青龍）三年春正月戊子，以大將軍司馬宣王為太尉。
20. ↑  《晉書》卷1：景初二年，帥牛金、胡遵等步騎四萬，發自京都。車駕送出西明門，詔弟孚、子師送過溫，賜以穀帛牛酒，敕郡守典農以下皆往會焉。見父老故舊，讌飲累日。帝歎息，悵然有感，為歌曰：「天地開闢，日月重光。遭遇際會，畢力遐方。將掃羣穢，還過故鄉。肅清萬裡，總齊八荒。告成歸老，待罪舞陽。」
21. ↑  .   [2018-12-30]. （原始内容存档于2018-12-30）.
22. ↑  《三國志·魏志·公孫淵傳》注引《漢晉春秋》有末二語雲：「司馬懿所向無前，深為弟憂也」，不雲遺書。
23. ↑  《晉書》卷1：男子年十五已上七千餘人皆殺之，以為京觀。偽公卿已下皆伏誅，戮其將軍畢盛等二千餘人。
24. ↑  《三國志/卷47 吳書·吳主傳》：四年春正月，大雪平地深三尺，鳥獸死者大半。夏四月，遣衛將軍全琮略淮南。決芍陂，燒安城邸閣，收其人民。威北將軍諸葛恪攻六安。琮與魏將王淩戰於芍陂，中即將秦晃等十餘人戰死。車騎將軍朱然圍樊，大將軍諸葛瑾取柤中。五月，太子登卒。是月，魏太傅司馬宣王救樊。六月，軍還。閏月，大將軍瑾卒。秋八月，陸遜城邾。
25. ↑  《三國志/卷28 王毌丘諸葛鄧鍾傳》：二年，吳大將全琮數万眾寇芍陂，凌率諸軍逆討，與賊爭塘，力戰連日，賊退走。進封南鄉侯，邑千三百五十戶，遷車騎將軍、儀同三司。
26. ↑  《晉書·卷一帝紀第一·宣帝》：六月，乃督諸軍南征，車駕送出津陽門。帝以南方暑溼，不宜持久，使輕騎挑之，然不敢動。於是休戰士，簡精銳，募先登，申號令，示必攻之勢。吳軍夜遁走，追至三州口，斬獲萬餘人，收其舟船軍資而還。天子遣侍中常侍勞軍于宛。
27. ↑  《三國志/卷04 魏書·三少帝紀》 援引干寶 《晉紀·高祖宣皇帝》：夏五月，吳將朱然等圍襄陽之樊城，太傅司馬宣王率衆拒之。干寶《晉紀》曰：吳將全琮寇芍陂，朱然、孫倫五萬人圍樊城，諸葛瑾、步隲寇柤中；琮已破走而樊圍急。宣王曰：「柤中民夷十萬，隔在水南，流離無主，樊城被攻，歷月不解，此危事也，請自討之。」議者咸言：「賊遠圍樊城不可拔，挫於堅城之下，有自破之勢，宜長策以御之。」宣王曰：「軍志有之：將能而御之，此為縻軍；不能而任之，此為覆軍。今疆埸騷動，民心疑惑，是社稷之大憂也。」六月，督諸軍南征，車駕送津陽城門外。宣王以南方暑溼，不宜持久，使輕騎挑之，然不敢動。於是乃令諸軍休息洗沐，簡精銳，募先登，申號令，示必攻之勢。然等聞之，乃夜遁。追至三州口，大殺獲。六月辛丑，退。
28. ↑  《晉書·卷二十六·志第十六·食貨志》:正始四年，宣帝又督諸軍伐吳將諸葛恪，焚其積聚，恪棄城遁走。帝因欲廣田積穀，為兼併之計，乃使鄧艾行陳、項以東，至壽春地。艾以為田良水少，不足以盡地利，宜開河渠，可以大積軍糧，又通運漕之道。
29. ↑  《晉書·卷一帝紀第一·宣帝》：三年春，天子追封諡皇考京兆尹為舞陽成侯。三月，奏穿廣漕渠，引河入汴，溉東南諸陂，始大佃於淮北。先是，吳遣將諸葛恪屯皖，邊鄙苦之，帝欲自擊恪。議者多以賊據堅城，積穀，欲引致官兵。今懸軍遠攻，其救必至，進退不易，未見其便。帝曰：「賊之所長者水也，今攻其城，以觀其變。若用其所長，棄城奔走，此為廟勝也。若敢固守，湖水冬淺，船不得行，勢必棄水相救，由其所短，亦吾利也。」四年秋九月，帝督諸軍擊諸葛恪，車駕送出津陽門。軍次於舒，恪焚燒積聚，棄城而遁。帝以滅賊之要，在於積穀，乃大興屯守，廣開淮陽、百尺二渠，又修諸陂於潁之南北，萬餘頃。自是淮北倉庾相望，壽陽至於京師，農官屯兵連屬焉。
30. ↑  《晉書·卷一帝紀第一·宣帝》：五年春正月，帝至自淮南，天子使持節勞軍。尚書鄧颺、李勝等欲令曹爽建立功名，勸使伐蜀。帝止之，不可，爽果無功而還。
31. ↑  《三國志/卷09 魏書·曹爽》颺等欲令爽立威名於天下，勸使伐蜀，爽從其言，宣王止之不能禁。正始五年，爽乃西至長安，大發卒六七萬人，從駱谷入。是時，關中及氐、羌轉輸不能供，牛馬騾驢多死，民夷號泣道路。入谷行數百里，賊因山為固，兵不得進。爽參軍楊偉為爽陳形勢，宜急還，不然將敗。世語曰：偉字世英，馮翊人。明帝治宮室，偉諫曰：「今作宮室，斬伐生民墓上松柏，毀壞碑獸石柱，辜及亡人，傷孝子心，不可以為後世之法則。」颺與偉爭於爽前，偉曰：「颺、勝將敗國家事，可斬也。」爽不恱，乃引軍還。漢晉春秋曰：司馬宣王謂夏侯玄曰：「春秋責大德重，昔武皇帝再入漢中，幾至大敗，君所知也。今興平路勢至險，蜀已先據；若進不獲戰，退見徼絕，覆軍必矣。將何以任其責！」玄懼，言於爽，引軍退。費禕進兵據三嶺以截爽，爽爭嶮苦戰，僅乃得過。所發牛馬運轉者，死失略盡，羌、胡怨歎，而關右悉虛耗矣。
32. ↑  《晉書·卷一帝紀第一·宣帝》：六年秋八月，曹爽毀中壘中堅營，以兵屬其弟中領軍羲。帝以先帝舊制禁之，不可。
33. ↑  《晉書·卷一帝紀第一·宣帝》：七年春正月，吳寇柤中，夷夏萬餘家避寇北渡沔。帝以沔南近賊，若百姓奔還，必復致寇，宜權留之。曹爽曰：「今不能修守沔南而留百姓，非長策也。」帝曰：「不然。凡物致之安地則安，危地則危。故兵書曰『成敗，形也；安危，勢也』。形勢，御眾之要，不可以不審。設令賊以二萬人斷沔水，三萬人與沔南諸軍相持，萬人陸梁柤中，將何以救之？」爽不從，卒令還南。賊果襲破柤中，所失萬計。
34. ↑  《三國志·魏志·三少帝紀》載時間為景初三年二月丁醜日任命，據兩千年中西曆換算 （页面存档备份，存于），為西元239年3月13日。
35. ↑  《三國志·三少帝紀 （页面存档备份，存于）》裴注引孔衍《漢魏春秋》：詔使太常王肅冊命太傅為丞相，增邑萬戶，群臣奏事不得稱名，如漢霍光故事。太傅上書辭讓曰：“臣親受顧命，憂深責重，憑賴天威，摧弊奸凶，贖罪為幸，功不足論。又三公之官，聖王所制，著之典禮。至於丞相，始自秦政。漢氏因之，無複變改。今三公之官皆備，橫複寵臣，違越先典，革聖明之經，襲秦漢之路，雖在異人，臣所宜正，況當臣身而不固爭，四方議者將謂臣何！”書十餘上，詔乃許之，複加九錫之禮。太傅又言：“太祖有大功大德，漢氏崇重，故加九錫，此乃歷代異事，非後代之君臣所得議也。”又辭不受。
36. ↑  《晉書》卷一：帝以久疾不任朝請，每有大事，天子親幸第以諮訪焉。
37. ↑  《晉書》卷一：二年春正月，天子命帝立廟於洛陽。
38. ↑  《晉書》卷1：悉錄魏諸王公置於鄴，命有司監察，不得交關。
39. ↑  《晉書·食貨志》：宣帝表徙冀州農夫五千人佃上邽，興京兆、天水、南安鹽池，以益軍實。
40. ↑  《晉書·安平獻王孚傳》：“關中連遭賊寇，穀帛不足，遣冀州農丁五千屯於上邽，秋冬習戰陣，春夏修田桑。由是關中軍國有餘，待賊有備矣。”
41. ↑  《晉書·食貨志 （页面存档备份，存于）》
42. ↑  《晉書·宣帝紀》：青龍元年，穿成國渠，築臨晉陂，溉田數千頃，國以充實。
43. ↑  《晉書宣帝紀》：（正始三年春）三月，奏穿廣漕渠，引河入汴，溉東南諸陂，始大佃於淮北。
44. ↑  《太平預覽》九五引虞預晉書：上雖服膺文藝，以儒素立德，而雅有雄霸之量。值魏氏短祚，內外多難，謀而鮮過，舉必獨克，知人拔善，顯用仄陋。王基、鄧艾、周秦（實為州泰）、賈越之徒，皆起自寒門，而著績於朝，經略之才，可謂遠矣。
45. ↑  《晉書·宣帝紀》：初，魏明帝好修宮室，制度靡麗，百姓苦之。帝自遼東還，役者猶萬餘人，雕玩之物動以千計。至是皆奏罷之，節用務農，天下欣賴焉。
46. ↑  《晉書·宣帝紀》：“帝（司馬懿）內忌而外寬，猜忌多權變。魏武（曹操）察帝有雄豪志，聞有狼顧相。欲驗之。乃召使前行，令反顧，面正向後而身不動。又嘗夢三馬同食一槽，甚惡焉。因謂太子丕曰：『司馬懿非人臣也，必預汝家事。』太子素與帝善，每相全佑，故免。帝於是勤於吏職，夜以忘寢，至於芻牧之間，悉皆臨履，由是魏武意遂安。”
47. ↑  《三國志·魏書十一·袁張涼國田王邴管傳 （页面存档备份，存于）》注引《高士傳》載：“初，晉宣帝為布衣時，與昭有舊。同郡周生等謀害帝，昭聞而步陟險，邀生於崤、澠之間，止生，生不肯。昭泣與結誠，生感其義，乃止。”
48. ↑  《太平御覽 （页面存档备份，存于）》
49. ↑  《三國志/蜀書五/諸葛亮傳》：九年，亮復出祁山，以木牛運，漢晉春秋曰：亮圍祁山，招鮮卑軻比能，比能等至故北地石城以應亮。於是魏大司馬曹真有疾，司馬宣王自荊州入朝，魏明帝曰：「西方事重，非君莫可付者。」乃使西屯長安，督張郃、費曜、戴陵、郭淮等。宣王使曜、陵留精兵四千守上邽，餘衆悉出，西救祁山。郃欲分兵駐雍、郿，宣王曰：「料前軍能獨當之者，將軍言是也；若不能當而分為前後，此楚之三軍所以為黥布禽也。」遂進。亮分兵留攻，自逆宣王于上邽。郭淮、費曜等徼亮，亮破之，因大芟刈其麥，與宣王遇于上邽之東，斂兵依險，軍不得交，亮引而還。宣王尋亮至于鹵城。張郃曰：「彼遠來逆我，請戰不得，謂我利在不戰，欲以長計制之也。且祁山知大軍以在近，人情自固，可止屯於此，分為奇兵，示出其後，不宜進前而不敢偪，坐失民望也。今亮縣軍食少，亦行去矣。」宣王不從，故尋亮。旣至，又登山掘營，不肯戰。賈栩、魏平數請戰，因曰：「公畏蜀如虎，柰天下笑何！」宣王病之。諸將咸請戰。五月辛巳，乃使張郃攻无當監何平於南圍，自案中道向亮。亮使魏延、高翔、吳班赴拒，大破之，獲甲首三千級、玄鎧五千領、角弩三千一百張，宣王還保營。糧盡退軍，與魏將張郃交戰，射殺郃。
50. ↑  《漢晉春秋/卷二》：建興九年二月伐魏。亮圍祁山，招鮮卑軻比能，比能等至故北地石城以應亮。於是魏大司馬曹真有疾。司馬宣王自荊州入朝，魏明帝曰：「西方事重，非君若可付者。」乃使西屯長安，都督張郃，費耀、戴陵、郭淮等。宣王使耀、陵留精兵四千守上邽，餘眾悉出西救祁山。郃欲分兵駐雍、郿，宣王曰：「料前軍能獨當之者，將軍言是也；若不能當而分為前後，此楚之三軍所以為黥布禽也。」遂追。亮分兵留攻，自逆宣王於上邽。郭淮費耀等徼亮，亮破之，因大芟刈其麥，與宣王遇於上邽之東，斂兵依險，軍不得交，亮引兵而還，宣王尋亮至於鹵城。張郃曰：「彼遠來逆我，我請戰不得，謂我利在不戰，欲以長計制之也。且祁山知大軍以在近，人情自固，可止屯於此，分為奇兵，示出其後，不宜進前而不敢逼，坐失民望也。今亮懸軍食少，亦行去矣。」宣王不從，故尋亮。既至，又登山掘營，不肯戰。賈詡、魏平數請戰，因曰：「公畏蜀如畏虎，柰天下笑何！」宣王病之。諸將咸請戰。五月辛已，乃使張郃攻無當監何平於南圍。自案中道向亮。亮使魏延、高翔、吳班赴拒，大破之。獲甲首三千級，衣鎧五千領，角弩三千一百張，宣王還保營。
51. ↑  《三國志/魏書十七/張郃傳》：諸葛亮復出祁山，詔郃督諸將西至略陽，亮還保祁山，郃追至木門，與亮軍交戰，飛矢中郃右膝，薨，魏略曰：亮軍退，司馬宣王使郃追之，郃曰：「軍法，圍城必開出路，歸軍勿追。」宣王不聽。郃不得已，遂進。蜀軍乘高布伏，弓弩亂發，矢中郃髀。謚曰壯侯。
52. ↑  《通典》：宣王使二千餘人，就軍營東南角，大聲稱萬歲。亮使問之，答曰：“吳朝有使至，請降。”亮謂曰：“計吳朝必無降法，卿是六十老翁，何煩詭誑如此。”
53. ↑  《三國志·魏書·王毌丘諸葛鄧鍾傳第二十八》
54. ↑  習鑿齒. . www.project-imagine.org.   [2018-07-07]. （原始内容存档于2018-09-30） （日语）.
55. ↑  《隋唐嘉話·卷上》太宗將征遼，衛公病不能從，帝使執政以起之，不起。帝曰：「吾知之矣。」明日駕臨其第，執手與別，靖謝曰：「老臣宜從，但犬馬之疾，日月增甚，恐死於道路，仰累陛下。」帝撫其背曰：「勉之，昔司馬仲達非不老病，竟能自強，立勳魏室。」靖叩頭曰：「老臣請轝病行矣。」至相州，病篤不能進。駐蹕之役，高麗與靺羯合軍，方四十里，太宗望之有懼色。江夏王進曰：「高麗傾國以抗王師，平壤之守必弱，假臣精卒五千，覆其本根，則數十萬之眾，可不戰而降。」帝不應。既合戰，為賊所乘，殆將不振，還謂衛公曰：「吾以天下之眾，困於蕞爾之夷，何也？」靖曰：「此道宗所解。」時江夏在側，帝顧之，道宗具陳前言，帝悵然曰：「時匆遽不憶也。」駐蹕之役，六軍為高麗所乘，太宗命視黑旗―英公之麾也，候者告黑旗被圍，帝大恐。須臾復曰圍解，高麗哭聲動山谷，勣軍大勝，斬首數萬，俘虜亦數萬。
56. ↑  何去非，《何博士備論·司馬仲達論》
57. ↑  《晉書·景帝文帝紀第二》：值魏明奢侈之後，帝蠲除苛碎，不奪農時，百姓大悅。
58. ↑  幹寶《晉紀》：“太康之中，天下書同文，車同軌，牛馬被野，餘糧棲畝，行旅草舍，外閭不閉。……故于時有天下無窮人之
59. ↑  《晉書·卷五十三》: 嘗對群臣稱太子似宣帝，於是令譽流於天下
60. 1 2 3 4 5  呂思勉 著：《三國史話》，香港：商務印書館，2009年11月，ISBN 9789620755651
61. ↑  《南陽長公主誄》：言告言歸，作合于荀。
62. ↑  《三國志·荀彧傳》：（荀）霬妻，司馬景王、文王之妹也，二王皆與親善。
63. ↑  《陳書·袁樞傳》：案杜預尚晉宣帝第二女高陵宣公主，晉武踐祚，而主已亡，泰始中追贈公主，元凱無複駙馬之號。
64. ↑  當時為宛城之戰之時，因為之前為曹軍壓迫及龐統脅迫反曹失敗

### 來源
- 《三國志》
- 《晉書·宣帝紀》
- 《資治通鑑》

## 外部連結
- 《晉書‧帝紀第一‧宣帝》（页面存档备份，存于）

## 延伸阅读
[在维基数据编辑]
 《晉書·卷001》，出自房玄齡《晉書》
 在维基共享资源阅览影像
| 曹魏官职    | 曹魏官职                 | 曹魏官职      |
| ----------- | ------------------------ | ------------- |
| 前任： 钟繇 | 曹魏太傅 239年-251年     | 繼任： 司马孚 |
| 前任： 华歆 | 曹魏太尉 235年-239年     | 繼任： 满宠   |
| 前任： 曹真 | 曹魏大将军 230年-235年   | 繼任： 曹宇   |
| 前任： 曹洪 | 曹魏骠骑将军 226年-230年 | 繼任： 曹洪   |